# She’s Leaving Home
«She’s Leaving Home» (с англ. — «Она покидает дом») — песня, написанная Джоном Ленноном и Полом Маккартни для альбома Sgt. Pepper's Lonely Hearts Club Band группы «Битлз». Для песни Маккартни написал и исполнил куплет, а Леннон — припев. Песня является одной из немногих композиций группы, при записи которой сами участники не играли ни на одном инструменте.

## История создания
По словам Пола Маккартни:

Джон и я написали «She’s Leaving Home» совместно, под моим влиянием. Мы увидели историю в газете о молодой девушке, которая покинула дом и не была найдена, в то время было много таких, и этого хватило, чтобы у нас появилась фабула для песни. В общем, я стал работать над текстом: она ускользает из дома и оставляет записку, а затем родители просыпаются… Это было довольно трогательно. Мне понравилась эта задумка для песни, и когда я показал её Джону, он добавил длинные продолжительные ноты, и одна из замечательных особенностей в структуре этой песни как раз и заключается в том, что она удерживается на этих аккордах бесконечно. Будь песня написана ранее, мы бы изменили аккорды, но эта песня остаётся на до-мажорном трезвучии. Она действительно захватывает. Замечательный маленький трюк, и я думаю, он сработал вполне хорошо.
Когда я показал это Джону, он написал припев, точку зрения родителей: «Мы отдали ей большую часть нашей жизни, мы дали ей всё, что можно купить за деньги». Я думаю, что именно точка зрения родителей должна присутствовать в истории о побеге. Потом была ещё знаменитая строчка о мужчине из автомобильной лавки; люди ещё говорили, что это был Терри Доран, друг, работавший на автомойке, но это лишь выдумка; и он, и капитан в песне «Yellow Submarine» не были реальным людьми.
Оригинальный текст (англ.)John and I wrote 'She's Leaving Home' together. It was my inspiration. We'd seen a story in the newspaper about a young girl who'd left home and not been found, there were a lot of those at the time, and that was enough to give us a story line. So I started to get the lyrics: she slips out and leaves a note and then the parents wake up ... It was rather poignant. I like it as a song, and when I showed it to John, he added the long sustained notes, and one of the nice things about the structure of the song is that it stays on those chords endlessly. Before that period in our song-writing we would have changed chords but it stays on the C chord. It really holds you. It's a really nice little trick and I think it worked very well.

While I was showing that to John, he was doing the Greek chorus, the parents' view: 'We gave her most of our lives, we gave her everything money could buy.' I think that may have been in the runaway story, it might have been a quote from the parents. Then there's the famous little line about a man from the motor trade; people have since said that was Terry Doran, who was a friend who worked in a car showroom, but it was just fiction, like the sea captain in "Yellow Submarine", they weren't real people.
— 
Газетная история, о которой говорил Маккартни, была представлена на титульной странице The Daily Mirror; в ней шла речь о девушке по имени Мелани Коу. Несмотря на то, что большую часть сюжета Маккартни выдумал, Коу, которой в то время было 17 лет, утверждала, что большую часть он представил правильно. В реальности Мелани встретила не «человека из автомобильной лавки», а крупье, тогда как из дома она ушла днём, когда её родители были на работе. Её обнаружили через десять дней.
По совпадению, Коу встречалась с Маккартни за три года до этих событий, когда она участвовала в телешоу Ready Steady Go! (членом жюри выступал Маккартни, тогда как Коу заняла первое место).

## Запись песни
За день до того, как Маккартни собирался заняться струнной аранжировкой, он узнал, что у Джорджа Мартина не будет возможности заняться подготовкой партитуры. Маккартни связался с Майком Линдером, который и выполнил аранжировку. Таким образом, композиция стала первой из песен «Битлз», аранжированной не Мартином. Джордж Мартин был задет такими действиями со стороны Маккартни, однако спродюсировал песню и дирижировал струнным оркестром. Партия арфы исполняется Шейлой Бромберг, первой женщиной-музыкантом, участвовавшей в записях группы.
Запись песни состоялась 17 и 20 марта. В течение первой сессии было записано шесть дублей (причём участники группы, вероятней всего, на этой сессии не присутствовали). 20 марта первый дубль был сочтён самым удачным, и Маккартни с Ленноном дозаписали свои вокальные партии.
Дубли первый и шестой (инструментальные версии), а также неизданный первый моно-микс доступны в юбилейном переиздании альбома Sgt. Pepper’s Lonely Hearts Club Band.
В записи участвовали:
- Пол Маккартни — дважды записанный и сведённый вокал
- Джон Леннон — дважды записанный и сведённый вокал
- Майк Линдер — аранжировка
- Джордж Мартин — дирижёр, продюсер
- Эрих Грюнберг — скрипка
- Дерек Джейкобс — скрипка
- Тревор Уильямс — скрипка
- Хосе Луис Гарсия — скрипка
- Джон Андервуд — альт
- Стивен Шинглз — альт
- Деннис Вайгей — виолончель
- Алан Дэлзил — виолончель
- Гордон Пирс — контрабас
- Шейла Бромберг — арфа

Стерео-версия группы звучит несколько медленнее моно-версии и, соответственно, на полтона ниже (фа мажор в моно-версии, ми-мажор в стерео-версии).

## Приём критикой
Американский композитор Нед Рорем отозвался о «She’s Leaving Home» как о песне, «равной любой из когда-либо написанных Шубертом».